# Tony Sucipto
Tony Sucipto (sinh ngày 12 tháng 2 năm 1986 ở Surabaya) là một cầu thủ bóng đá người Indonesia hiện tại thi đấu cho Persib Bandung ở Indonesia Super League. Vị trí ban đầu của anh là tiền vệ. Anh từng ghi 1 bàn cho Indonesia trong trận giao hữu trước Maldives ngày 12 tháng 10 năm 2010.

## Đời sống cá nhân
Sucipto đã kết hôn, có con, và là người theo đạo Hồi, tham gia tháng Ramadan.

## Sự nghiệp

### Persib Bandung
Anh ghi 2 bàn thắng đầu tiên cho Persib trong chiến thắng 5-1 trước Persita Tangerang trong trận đấu tại Indonesia Super League ngày 15 tháng 4 năm 2013.

## Danh hiệu
Sriwijaya
- Liga Indonesia: 2007–08
- Piala Indonesia (3): 2007–08, 2008–09, 2010

Persib Bandung
Vô địch
- Indonesia Super League: 2014

### Đội tuyển quốc gia
Á quân
- ASEAN Football Championship: 2010

## Bàn thắng quốc tế
Bàn thắng U-23 quốc tế
| Bàn thắng | Thời gian            | Địa điểm                                     | Đối thủ        | Tỉ số | Kết quả | Giải đấu                              |
| --------- | -------------------- | -------------------------------------------- | -------------- | ----- | ------- | ------------------------------------- |
| 1         | 24 tháng 11 năm 2006 | Sân vận động Al-Wakrah, Al Wakrah, Qatar     | U-23 Singapore | 1–0   | 1–1     | 2006 Asian Games                      |
| 2         | 18 tháng 4 năm 2007  | Sân vận động Beirut Municipal, Beirut, Liban | U-23 Liban     | 2–1   | 2–1     | 2008 AFC Men's Pre-Olympic Tournament |

Bàn thắng quốc tế
| Bàn thắng | Thời gian            | Địa điểm                                   | Đối thủ  | Tỉ số | Kết quả | Giải đấu |
| --------- | -------------------- | ------------------------------------------ | -------- | ----- | ------- | -------- |
| 1         | 12 tháng 10 năm 2010 | Sân vận động Siliwangi, Bandung, Indonesia | Maldives | 3–0   | 3–0     | Giao hữu |